# Sítio Novo (kommun i Brasilien, Rio Grande do Norte)
Sítio Novo är en kommun i Brasilien.   Den ligger i delstaten Rio Grande do Norte, i den östra delen av landet, 1 700 km nordost om huvudstaden Brasília. Antalet invånare är 5 020.
Omgivningarna runt Sítio Novo är huvudsakligen savann. Runt Sítio Novo är det glesbefolkat, med 19 invånare per kvadratkilometer.